# Museo nazionale della Slovenia
Il Museo nazionale della Slovenia (in sloveno Narodni muzej Slovenije) si trova a Lubiana, la capitale della Slovenia, nel distretto Centro, vicino al parco Tivoli. Condivide l'edificio con il museo di storia naturale della Slovenia. È il più antico museo del paese e contiene al suo interno una ricca collezione di reperti archeologici, monete ed antiche banconote.

## Storia

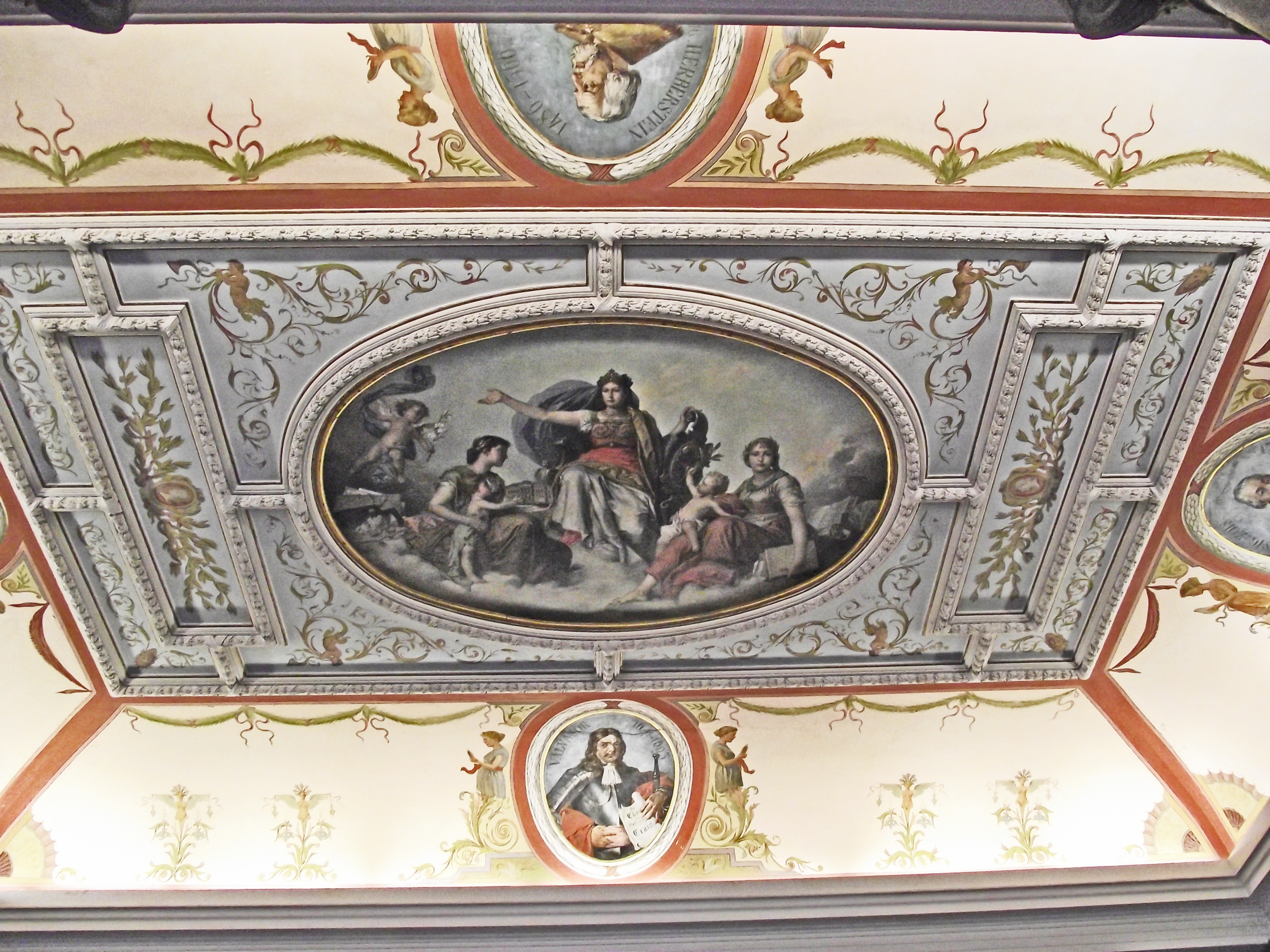
Il soffitto del museo con dipinti di Janez e Jurij Šubic e la decorazione di Karel Lipovšek

Il museo fu fondato nel 1821 con il nome di Museo della Carniola (in tedesco: Krainisch Ständisches Museum). Cinque anni dopo l'imperatore Francesco II ordinò che venne rinominato in Museo provinciale della Carniola; successivamente, nel 1882, fu ribattezzato in Museo provinciale della Carniola - Rodolfo in onore del principe ereditario Rodolfo d'Asburgo-Lorena.
A seguito della nascita del Regno di Jugoslavia, il nome venne modificato in Museo nazionale. Nel 1923 le collezioni etnografiche all'interno del museo vennero trasferite nel neonato Museo etnografico della Slovenia e successivamente nella Galleria nazionale della Slovenia. Nel 1944 una parte del patrimonio del museo nazionale diede origine ad nuova istituzione, il Museo di storia naturale della Slovenia: esso continuò però ad essere ospitato nel medesimo edificio.
Il Museo nazionale della Slovenia ottenne questa denominazione nel 1992, con l'indipendenza della Slovenia dalla Iugoslavia. L'ente museale è attualmente diviso in un dipartimento Archeologico, Numismatico, un dipartimento di Stampe e disegni e un dipartimento di Storia e arti applicate.

## Architettura
L'edificio si trova vicino al parlamento e al ministero degli Esteri sloveno, di fronte al teatro dell'Opera. Fu costruito in stile neorinascimentale da Wilhelm Treo in collaborazione con Jan Vladimír Hráský tra il 1883 ed il 1885, seguendo i piani dell'architetto Wilhelm Rezori.
L'interno dell'edificio è stato progettato da Hráský, con il soffitto disegnato da Janez e Jurij Šubic, dove ci sono i disegni di Janez Vajkard Valvasor, Valentin Vodnik, Sigmund Zois e Sigismund von Herberstein.
Il museo venne inaugurato il 2 dicembre 1888.
Davanti all'ingresso del museo c'è un monumento in bronzo dedicato a Johann Weikhard von Valvasor, progettato dallo scultore Alojz Gangl.